# 多角的核戦力
冷戦期の北大西洋条約機構による多角的核戦力（The Multilateral Force, MLF）とは、アメリカによる、国際的な北大西洋条約機構（NATO）諸国の乗員により運用され、核弾頭付きのポラリス・ミサイルで武装した潜水艦および水上戦闘艦からなる艦隊を創設する提案。ドワイト・アイゼンハワー政権からジョン・F・ケネディ政権にかけてのころに浮上した。
この提案は、NATO諸国はヨーロッパの核防衛が、核戦力の大部分を掌握するアメリカからの恩恵となっているという、NATO諸国の不満に触発されたものであった。その結果が、究極的には各国の固有の旗の下にある独立した戦力の寄せ集めではなく、NATO指揮下で作戦活動する戦闘艦の艦隊というものであった。この仕方で、アメリカ以外のNATO各国はヨーロッパの防衛において理論上、積極的な役割を保証されていた。
水上戦闘艦を戦力の一部とするという考え方は、ヨーロッパにおいて批判をこうむった。ヨーロッパでは、潜水艦部隊を殲滅することは水上艦に比べてより困難である一方で、水上艦は攻撃に対して脆弱であると見られていた。ケネディは、潜水艦ばかりを用いるのは戦力に対するアメリカの統制を最小化するという目的を損ねると主張したが、それというのは、必要な数量の潜水艦を建造 し、乗員を訓練することができる主要な国家といえばアメリカだからであった。水上艦を含めることは、部隊の創設と訓練の双方においてヨーロッパ諸国のいっそうの関与をもたらすものだとケネディは主張し、また、汎ヨーロッパ核武装艦隊は、どの艦も報復攻撃が実行できないうちに全滅させられてしまう可能性がある、という指摘は退けた。
この提案は、アメリカとヨーロッパの基本的な戦略と財政負担に関する相違を解消できないまま失敗に終わった。イタリア海軍の巡洋艦ジュゼッペ・ガリバルディに発射装置とポラリス・ミサイルが実際に設置され試射も成功したものの、アメリカがこの構想に回帰することはなかった。かわりにイタリア政府は自前のアルファと呼ばれるミサイルを開発する計画を開始し、成功を収めたが、核不拡散条約をイタリアが批准したことにより公式に中止された。

## クロード・V・リケッツにおける多角的核戦力の実験
1964年から1965年の終わりにかけて、アメリカ海軍のチャールズ・F・アダムズ級ミサイル駆逐艦クロード・V・リケッツ（USS Claude V. Ricketts, DDG-5）は、複数国籍の乗員を混在して搭乗させるという、多角的核戦力の提案のための実験の一部であった。C・V・リケッツの乗員は10名の士官と164名の下士官兵からなり、アメリカ海軍のほか西ドイツ、イタリア、ギリシャ、イギリス、オランダおよびトルコの各国の兵員が充てられていた。多角的核戦力が創設されることはなかったにもかかわらず、海軍長官ポール・ニッツェはC・V・リケッツ上におけるプロジェクトは成功したと述べた。